# ハンフリー・フィッツアラン (第15代アランデル伯)
第15代（8代）アランデル伯ハンフリー・フィッツアラン（Humphrey Fitzalan, 15th (8th) Earl of Arundel, 1429年1月30日 - 1438年4月24日）は、イングランド貴族。第5代マルトレイヴァース男爵およびフランスのトゥレーヌ公でもあった。
第14代アランデル伯ジョン・フィッツアランとモード・ラヴェルのひとり息子。6歳で父ジョンの財産と爵位を相続した。しかしハンフリーはわずか3年後に亡くなったため、トゥレーヌ公位は断絶し、残りの爵位と財産は叔父ウィリアムが継承した。